# صنایع لافکین
صنایع لافکین (انگلیسی: Lufkin Industries) شرکت خدمات نفتی آمریکایی است، که در سال ۱۹۰۲ تأسیس شد.